# Großostheim
Großostheim – gmina targowa w Niemczech, w kraju związkowym Bawaria, w rejencji Dolna Frankonia, w regionie Bayerischer Untermain, w powiecie Aschaffenburg. Leży około 8 km na południowy zachód od Aschaffenburga, przy drodze B469 i linii kolejowej Großostheim – Aschaffenburg.

## Dzielnice
W skład gminy wchodzą następujące dzielnice:
- Großostheim
- Pflaumheim
- Wenigumstadt
- Ringheim

## Demografia
| Rok  | Liczba mieszk. |
| ---- | -------------- |
| 1970 | 12 788         |
| 1987 | 13 514         |
| 2000 | 15 913         |
| 2004 | 16 299         |
| 2006 | 16 412         |

## Zabytki
W mieście znajduje się zabytkowy kościół pw. św Piotra i Pawła (St. Peter und Paul) z licznymi rzeźbami. Jedną z nich jest rzeźba przedstawiająca Matkę Boską trzymającą konającego Jezusa z 1771 roku. Na sufitach widnieją różnego rodzaju freski. W kościele znajduje się również zabytkowa chrzcielnica z 1456 roku, w niektórych miejscach zachowały się pozłacane wyrzeźbienia. Na wewnętrznym tarasie umieszczone są złote organy, nie ruszane stamtąd od ponad 500 lat.

## Oświata
(na 1999)

W gminie znajduje się 675 miejsc przedszkolnych (z 652 dziećmi) oraz 5 szkół (72 nauczycieli, 1234 uczniów).

## Współpraca
- Olimpia, Grecja
- Carbon-Blanc, Francja
- Saulxures-sur-Moselotte, Francja
- Hamoir, Belgia (kontakty utrzymuje dzielnica Wenigumstadt)